# Paratyphis maculatus
Paratyphis maculatus är en kräftdjursart som beskrevs av Claus 1879. Paratyphis maculatus ingår i släktet Paratyphis och familjen Platyscelidae. Inga underarter finns listade i Catalogue of Life.